# دارن کارتر
دارن کارتر (انگلیسی: Darren Carter؛ زادهٔ ۱۸ دسامبر ۱۹۸۳) بازیکن فوتبال اهل بریتانیا است.
از باشگاه‌هایی که در آن بازی کرده‌است می‌توان به باشگاه فوتبال وست برومویچ آلبیون، باشگاه فوتبال پرستون نورث اند، باشگاه فوتبال چلتنهام تاون، باشگاه فوتبال میلوال، باشگاه فوتبال بیرمنگام سیتی، باشگاه فوتبال فارست گرین راورز، باشگاه فوتبال نورث‌همپتون تاون، و باشگاه فوتبال ساندرلند اشاره کرد.
وی همچنین در تیم‌های ملی فوتبال زیر ۱۹ سال انگلستان و زیر ۲۰ سال انگلستان بازی کرده‌است.